# Mario Tennis: Power Tour
Este artículo es sobre el juego de Game Boy Advance. El artículo sobre el juego de GameCube se puede encontrar en Mario Power Tennis. El artículo sobre el juego de Nintendo 64 se puede encontrar en Mario Tennis
Mario Tennis: Power Tour (título en Norteamérica, Mario Power Tennis para Europa) es el quinto juego de tenis protagonizado por Mario y sus amigos para la Game Boy Advance, esta vez, es la continuación de la historia que se realizó en Mario Tennis para el Game Boy Color, el lugar es otra vez la Academia de Tenis, años después de que los protagonistas del de GBC: Alex, Nina, Harry y Kate, estudiantes de La Academia participaran en el Open Isla y derrotaran a Mario y Peach en el Mundo de Mario. Ahora son dos nuevos protagonistas: Clay (en Japón, Norty, en Europa, Max) y Ace (en Japón, Tabby, en Europa, Tina) quienes serán los nuevos estudiantes de la Academia de Tenis y tendrán que superar los nuevos retos que se les prepara para convertirse en los mejores tenistas de la historia.
El juego, gráficamente hablando, es idéntico a Mario Golf: Advance Tour y en los partidos de tenis, el gameplay es casi idéntico al gameplay del Mario Tennis de Nintendo 64, pero ahora con las reglas del Mario Power Tennis para la GameCube (es decir, usando los Golpes Especiales durante el partido); el juego se realiza con gran fluidez que al realizar los Golpes Especiales, no se corta por las escenas que se daban en la versión GameCube; la secuencia de los diálogos en la historia es muy parecido al estilo de juego, también desarrollado por Camelot y Golden Sun. 
En la historia, los protagonistas tendrán que pasar por los retos de la Liga Alevín, la Liga Juvenil, la Liga Profesional, el Open Isla y el Torneo Peach, y durante ese reto tendrán que incrementar su nivel y se puede hacer en las canchas de entrenamiento donde maestros enseñarán formas de jugar a tenis, en el Centro de Entrenamiento donde hay minijuegos para incrementar el nivel, además, con las reglas de los power shots, los personajes tendrán que entrenarse en nuevos minijuegos para obtener los Golpes Especiales que le ayudarán en la historia, cada vez que avanza en la historia, se abrirán nuevos minijuegos para obtener nuevos Golpes Especiales.

## Extras
- En esta versión se incluyen casi todos los personajes para jugar que salen en el modo historia (Power Tour), excepto por los personajes que salen en el Mario Tennis de Game Boy Color: Alex, Nina, Harry y Kate.

- Este juego tiene opción de dificultad Principiante y Normal para modo historia, al terminarla por primera vez en cualquier dificultad, aparecerá la dificultad Técnico.

- Esta versión no es compatible a conectarse con la versión casera de Mario Power Tennis de GameCube.